# Papa Celestin
Oscar Phillip Celestin, ps. „Papa” (ur. 1 stycznia 1884 w Napoleonville, zm. 15 grudnia 1954 w Nowym Orleanie) – afroamerykański kornecista, trębacz i bandlider jazzowy, czołowa postać pionierskich lat dixielandu.

## Życiorys
Od dzieciństwa interesował się muzyką. Grał na gitarze i puzonie, żeby w rezultacie wybrać kornet jako instrument główny. Zanim w 1906 przeniósł się do Nowego Orleanu, grywał z różnymi zespołami prowincjonalnymi.
W 1908 już w Nowym Orleanie został członkiem zespołu Excelsior Henry’ego Allena seniora. Od 1910 prowadził orkiestrę w sali tanecznej The Tuxedo, działającej w Dzielnicy Francuskiej. Wkrótce dodatkowo założył wraz z puzonistą Williamem „Bebe” Ridgleyem The Tuxedo Brass Band przemianowaną później na The Original Tuxedo Orchestra. Po strzelaninie w The Tuxedo w 1913 sala taneczna została zamknięta, mimo to Celestin utrzymał działalność obu zespołów. W 1916 wszedł w spółkę z Ridgleyem, w wyniku czego powstało kilka grup Celestina, grających na stałych umowach. Współpraca z Ridgleyem trwała do 1925 i odtąd istniały przez pewien czas dwie, konkurujące ze sobą orkiestry The Original Tuxedo.
Przez jego zespoły przewinęli się niemal wszyscy znaczący muzycy z wczesnych lat dixielandu. Byli to m.in. trębacz i skrzypek Peter Bocage, klarneciści Alphonse Picou, Lorenzo Tio junior i Jimmie Noone, korneciści Isidore Barbarin i Louis Armstrong, perkusista Baby Dodds oraz pianista Clarence Williams. On sam nie był wirtuozem. Z trudem czytał nuty, a do wykonania efektownych solówek często wyznaczał drugiego kornecistę, np. Louisa Armstronga. Niemniej The Original Tuxedo Orchestra cieszyła się dużą popularnością i uznaniem. Ubraną w smokingi, regularnie zapraszano do udziału w uroczystościach publicznych organizowanych przez społeczność zarówno białą, jak czarną. Ponadto w latach 1925–1928 zespół dokonał szeregu historycznych nagrań dla firmy OKeh.
W 1932 wielki kryzys gospodarczy spowodował rozwiązanie orkiestry. Nowy zespół sformował w Nowym Orleanie dopiero po II wojnie światowej. The New Tuxedo Band nagrywała płyty i występowała na żywo w lokalnych stacjach radiowych. Stała się główną atrakcją turystyczną na Bourbon Street. Ostatnie nagranie „Papy” – zaśpiewana przez niego piosenka Marie LaVeau uważane jest za klasyczny utwór kultu voodoo.
W 1953 wystąpił dla prezydenta Dwighta Eisenhowera w Białym Domu. Na czele swojego zespołu pojawił się także w wysokobudżetowym, turystyczno-podróżniczym filmie dokumentalnym Cinerama Holiday. Zmarł rok później w wieku 70. lat.

## Dyskografia
- 1950 The Battle of the Bands (Fairmont)
- 1954
  - Papa Celestin’s Golden Wedding (Southland)
  - Papa Celestin’s New Orleans Band – Marie LaVeau (GHB Records)
- 1996 Oscar „Papa” Celestin – 1950’s Radio Broadcasts (Arhoolie Records)
- 2008 Oscar Papa Celestin with Adolphe Alexander (GHB Records)
- 2010 Oscar „Papa” Celestin – New Orleans Jazz Band (Imperial)
- 2012 Oscar „Papa” Celestin – Birth of the Blues (Imperial)
- 2013 New Orleans Classics – Oscar „Papa” Celestin’s Original Tuxedo Jazz Orchestra, 1925–1928 – Sam Morgan’s Jazz Band, 1927 – Complete and Chronological (Azure Records)